# NGC 522
NGC 522 (другие обозначения — UGC 970, MCG 2-4-38, ZWG 436.43, FGC 163, IRAS01221+0944, PGC 5218) — спиральная галактика в созвездии Рыбы, видимая с ребра.
Этот объект входит в состав группы галактик NGC 470.
Галактика классифицируется как тип спиральная типа Sbc в RC3, но в середине инфракрасного диапазона она выглядит весьма гладкой, и поэтому не может классифицироваться как тип S0. Тонкая узловатость вдоль тонкого диска говорит о том, что галактика относится скорее всего к более позднему типу NGC 522 похожа на Млечный путь по размеру и морфологичекому типу.
Структура NGC 522, её состав и особенности вращения подробно изучались в работах.
Этот объект входит в число перечисленных в оригинальной редакции «Нового общего каталога».